# Килемары
Килема́ры (луговомар. Килемар, горномар. Кӹлемар) — посёлок городского типа, административный центр Килемарского района Республики Марий Эл России. Является центром одноимённого городского поселения.

## Этимология
Первоначально поселение носило название Русские Килемары. Такое название было выбрано для отличия от существовавшего рядом более раннего поселения Мари-Килемары. Само же слово Килемары понимается как «килейские мари», то есть мари, живущие на реке Килей (которая сегодня известна как Килемарка). В свою очередь гидроним имеет финно-угорское происхождение, где ки — «камень» (мар. ку, мокш. и эрз. кев, фин. kivi) и мокш. лей — «река, оварг с источником».

## География
Посёлок расположен в 1,5 км к востоку от реки Большой Кундыш.
Расстояние до ближайшей железнодорожной станции 86 км.

## История
Поселение было образовано в XIX веке переселенцами из Яранского уезда Вятской губернии и первоначально было известно как Русские Килемары. Название деревня получила по расположенной в 4 км к северу деревни Мари-Килемары, которую основали марийцы, переселившиеся с территории современного Шарангского района Нижегородской области. После строительства церкви в 1905 году деревня стала селом Килемары. 
В 30-х годах прошедшего столетия село активно заселяли переселенцы из Шарангского и Санчурского районов Кировской области в связи с организацией в сентябре 1936 года лесхоза «Кугу Кокшан».
Статус посёлка городского типа — с 1984 года.

## Население
| 1959  | 1970  | 1979  | 1989  | 2002  | 2009  | 2010  | 2012  | 2013  |
| ----- | ----- | ----- | ----- | ----- | ----- | ----- | ----- | ----- |
| 908   | ↗1519 | ↗2951 | ↗4112 | ↘3951 | ↘3924 | ↗4073 | ↗4074 | ↘4064 |
| 2014  | 2015  | 2016  | 2017  | 2018  | 2019  | 2020  | 2021  | 2023  |
| ↘4016 | ↘4005 | ↗4006 | ↘3999 | ↘3972 | ↘3908 | ↘3876 | ↗3938 | ↘3897 |

Национальный состав
По итогам переписи населения 2020 года проживали следующие национальности (национальности менее 0,1 % и другое см. в сноске к строке «Другие»):
| Национальность | Численность, чел. | Доля     |
| -------------- | ----------------- | -------- |
| Русские        | 2485              | 63,10 %  |
| Марийцы        | 1035              | 26,28 %  |
| Узбеки         | 42                | 1,07 %   |
| Чуваши         | 33                | 0,84 %   |
| Татары         | 22                | 0,56 %   |
| Азербайджанцы  | 13                | 0,33 %   |
| Грузины        | 10                | 0,25 %   |
| Таджики        | 10                | 0,25 %   |
| Украинцы       | 7                 | 0,18 %   |
| Другие         | 281               | 7,14 %   |
| Итого          | 3938              | 100,00 % |

## Связь
В Килемарах присутствуют четыре сотовых оператора: БиЛайн, Tele2, МегаФон, МТС. Также, есть местная телефонная связь, предоставляемая компанией Ростелеком.

## Телевидение
В Килемарах можно смотреть следующие каналы: Первый канал, Россия (ВГТРК Марий Эл), а также спутниковое телевидение.

## Радио
В Килемарах можно поймать следующие радиостанции: Пульс радио Йошкар-Ола (103,8 FM), Европа Плюс Йошкар-Ола (104,5 FM, 69,38 УКВ) и Блиц FM (105,5 FM).

## Русская православная церковь
Церковь святого пророка Илии.